# Nervesa della Battaglia
Nervesa della Battaglia es una localidad y comune italiana de la provincia de Treviso, región de Véneto, con 7.004 habitantes.

## Evolución demográfica
| Gráfica de evolución demográfica de Nervesa della Battaglia entre 1861 y 2001 |
|                                                                               |
| Fuente ISTAT - elaboración gráfica de Wikipedia                               |